# Установка предварительного сброса воды
УПСВ (установка предварительного сброса воды) — установка для отделения от нефти пластовой воды и попутного газа, а также подогрев нефти и приращение удельной энергии потока добываемой нефти(дожим) до следующей системы подготовки нефти.
УПСВ состоит из следующих комплексов оборудования: узел сепарации, [резервуарный парк], насосные агрегаты.

## Принцип работы УПСВ
УПСВ строятся обычно в местах устройства дожимных насосных станций ДНС. Используются и дорабатываются имеющиеся узлы дожимной станции, перерабатывается технологическая схема. Объект на месторождении нефти получает название ДНС с УПСВ.
На УПСВ жидкость проходит последовательно две или более ступени сепарации, одну ступень или более деэмульсации. На разных этапах подготовки ДНС с УПСВ в жидкость подаются реагенты — деэмульгаторы, ингибиторы гидратообразования, ингибиторы солеотложения, ингибиторы коррозии. Попутный газ с обеих ступеней сепарации подается на узел осушки газа, а затем потребителю (печи ПТБ, ПП, котельные и др.) или на газоперерабатывающий завод ГПЗ, под собственным давлением или с помощью газового компрессора.
Разгазированная жидкость нагревается в печах подогрева нефти (ПТБ или ПП) до 70 градусов по Цельсию, затем поступает в деэмульсатор (чаще отстойник ОГ), где происходит разрушение водонефтяной эмульсии, гравитационный отстой нефти и раздельный вывод воды и нефти. Нефть поступает на концевую ступень сепарации.
Жидкость с конечной ступени сепарации поступает в резервуарный парк, где происходит дальнейшее отделение механических примесей и предварительный сброс воды с подачей её в систему поддержания пластового давления ППД. Для поддержания давления в пласту используют блочную кустовую насосную станцию БКНС или модульную кустовую насосную станцию МКНС для закачки рабочего агента в пласт. В качестве рабочего агента может использоваться как отделённая пластовая вода на УПСВ, так и пресная из озёр и рек, сточная вода, отходы, специальные хим реагенты. На ДНС с УПСВ производится подготовка пластовой воды и учёт расхода воды подающейся в систему ППД. Вода с насосных станций ППД поступает на водораспределительные батареи, а оттуда подается в нагнетательные скважины под высоким давлением.
Далее нефть поступает на последующие стадии подготовки и переработки нефти, такие как установка подготовки нефти УПН, затем на пункт сдачи нефти ПСН или нефтеперерабатывающий завод НПЗ.
Узел сепарации может иметь несколько ступеней сепарации с применением различного типа оборудования (НГС, ГС, КСУ, ОБС, УБС, ОГ, РК, УСТН).
Резервуарный парк состоит из одного или нескольких резервуаров РВС или РГС, вместимостью от нескольких сотен до десятков тысяч кубических метров жидкости. В основном применяются вертикальные стальные резервуары РВС. Для предотвращения разлива жидкости из РВС они должны быть обвалованы — иметь каре которое вместит в себя двойной объём жидкости резервуара в случае его разгерметизации.
Насосный блок может содержать насосы разных типов как однофазные так и мультифазные (поршневые НБ, центробежные ЦНС или КМ, вихревые и т. д.). Больше всего применяются центробежные насосы секционного типа ЦНС. При сравнительно небольших габаритах они обеспечивают высокую производительность и напор жидкости, а при необходимости параметры работы регулируются за счет байпаса, уменьшения или увеличения площади сечения прохода жидкости, а также изменения количества рабочих колес насоса.

## Распространённые типы технологических схем УПСВ

### УПСВ с отстаиванием резервуарного типа
Данный тип технологической схемы УПСВ использовался раньше в подготовке, представляет собой подготовку нефти путём гравитационного отстоя.
Из скважин нефтегазоводосодержащая жидкость с автоматизированных замерных установок АГЗУ поступает на первую ступень сепарации газа в нефтегазосепаратор НГС. До НГС в эмульсию подается деэмульгатор посредством блока дозировки хим. реагента БДРХ, состоящего из дозировочного насоса НД и ёмкости с реагентом. Расход химреагента производится согласно эффективным, рассчитанным и утвержденным главным инженером предприятия нормам расхода деэмульгатора.
В НГС осуществляется разделение нефти и газа, а также раздельный их вывод. Отсепарированный газ с НГС поступает в газосепаратор ГС, а нефтесодержащая жидкость, через расширительную камеру поступает на вторую ступень сепарации — установку трубную наклонную УСТН для стабилизации — окончательного разгазирования.
Уровень в НГС контролируется вторичным прибором индикации ГАММА, берущего информацию с поплавкового уровнемера и регулируемым с пульта оператора с помощью регулировочного клапана УЭРВ, установленного на выходе жидкости и/или газа с НГС. Управление УЭРВ осуществляется в ручном или автоматическом режиме с помощью блока управления электроприводом БУЭП, выведенного на пульт в операторной УПСВ.
Для предотвращения превышения давления в сосудах работающих под давлением (СРД), таких как аппараты НГС, ГС, УСТН, КСУ свыше допустимого давления — они оборудованы предохранительными клапанами СППК (стальной пружинный предохранительный клапан), для защиты оборудования от разрушения. При увеличении давления в аппарате свыше максимально допустимого, предохранительные клапаны срабатывают, снижая давление в сосуде путём отвода рабочей среды по системе трубопроводов на факел или аварийную ёмкость.
В ГС происходит первичная осушка газа, после чего он проходит через установки окончательной осушки — сепаратор циклонный вертикальный СЦВ и поступает потребителю (печи ПТБ, ПП) или на газокомпрессорную станцию ГКС, для дальнейшей транспортировки. Для предотвращения замерзания газопроводов на выход из ГС дозировочным насосом подается ингибитор гидратообразования на основе метанола — сонгид, флэк и др.. Расход реагента производится согласно утвержденным нормам.
После УСТН отсепарированная эмульсия поступает в резервуар вертикальной стальной РВС, где происходит подрезка нефти и отделение нефти от пластовой воды. Подтоварная вода под гидростатическим давлением с РВС поступает через узел учёта расхода воды на БКНС или МКНС, для закачки в пласт и повышения пластового давления. Уровень жидкости в РВС контролируется прибором поплавковым уровнемером ВК-1200 и регулируется подачей с УПСВ и расходом с БКНС подтоварной воды с помощью УЭРВ(Устройство электро-регулирующее взрывозащищённое). Блоки индикации, управления и сигнализации УЭРВ и ВК-1200 выведены на пульт(АРМ) оператора.
Нефть с РВС под давлением столба жидкости поступает на прием нефтяных насосов ЦНС. На приеме центробежных насосов секционных (ЦНС) установлены ёмкости с сетчатыми фильтрами МИГ, предотвращающие попадание в насосы различных крупных фракций и примесей.

### УПСВ c аппаратным обезвоживанием
Данный вид технологической схемы УПСВ используется сейчас и может по-разному модулироваться, используются термохимические методы обезвоживания.
Добытая с помощью ШГН или ЭЦН нефть, газ и вода с АГЗУ поступает на первую ступень сепарации в нефтегазовый сепаратор НГС. На выход со скважины или на вход НГС подается деэмульгатор посредством дозировочного насоса НД, расположенного в блоке реагента БДРХ. Расход реагента производится согласно рассчитанным и утвержденным нормам.
В НГС осуществляется дегазация нефти. Затем отделённый газ с НГС поступает в газосепаратор ГС, а жидкость после НГС подогретая в печах(печь трубчатая блочная ПТБ, путевой подогреватель ПП), поступает в отстойник ОГ для разделения эмульсии, сепарации и сброса воды. Подогрев осуществляется для уменьшения вязкости эмульсии, увеличения разницы плотностей фаз, для улучшения и ускорения процесса разделения эмульсий. Подогрев осуществляется за счёт сжигания попутного газа.
В ГС происходит осушка газа, после чего он проходит через установки окончательной осушки СЦВ, СЩВ или ГСВ и поступает потребителю или на компрессор, излишки газа сжигаются на факеле высокого давления ФВД. Для предотвращения замерзания газопроводов туда дозировочным насосом НД подается ингибитор гидратообразования. Расход ингибитора производится согласно рассчитанным и утвержденным нормам.
Уровень жидкости в ОГ контролируется уровнемером и регулируется УЭРВ. Блоки управления, индикации и сигнализации выведены на щит операторной.
В отстойнике горизонтальном ОГ, происходит отделение нефти от пластовой воды, так же в зависимости от конструкции ОГ возможна сепарация газа и отдельный выход влажного газа, тогда этот аппарат является дополнительной ступенью сепарации. Подтоварная вода под избыточным давлением в сосуде поступает с ОГ через узел учёта воды на кустовую насосную станцию (БКНС или МКНС).
Нефть с ОГ поступает в концевую сепарационную установку КСУ для окончательного отделения от газа, и сброса избыточного давления до атмосферного. Газ отсепарированный поступает на факел низкого давления ФНД для утилизации или на потребителя.
Нефть с КСУ под давлением столба жидкости на прямую или через резервуар РВС, поступает на прием нефтяных ЦНС. На приеме ЦНС установлены сетчатые фильтры, предотвращающие попадание в насосы крупных мех. примесей.

### УПСВ с комбинированным обезвоживанием
Последовательное использование аппаратной и резервуарной деэмульсации. Возможно также применение дополнительного обессоливания путём добавления пресной воды. При транспортирование нефти после УПСВ на дальние расстояния применяют подогрев нефти после выхода с насосной станции — печи ПТБ и/или ПП, для уменьшения вязкости жидкости и сокращения потерь работы насосных агрегатов.

### Контроль за насосами ЦНС
Для контроля за работой насосов ЦНС они оборудуются следующими приборами:
- датчиками температуры подшипников, подающие сигнализацию и автоматически отключающие насосные агрегаты при достижение критической температуры на подшипниках;
- электроконтактными манометрами ЭКМ для контроля за давлением на приеме и выкидной линии насосов, сигнализации на пульте оператора и автоматического отключения при превышении допустимых параметров;
- газоанализаторами — приборами контроля за состоянием газо-воздушной смеси в насосной с включением вентиляции насосной и сигнализации на пульте в операторной УПСВ при превышении предельно допустимой концентрации ПДК.
- датчиками пожарной сигнализации — приборами контролирующими отсутствие огня, задымления и резкого повышения температур, сигнализирующими и автоматически выключающими насосы, приточно-вытяжную вентиляцию, а также включающие первичные средства пожаротушения (БУРАН, ЛАВИНА).

Показания всех приборов выводятся на АРМ оператора. Для удобства обслуживания УПСВ контроль за работой насосов можно осуществлять как в помещении нефтенасосной, так и в операторной УПСВ. Параметры работы насосов могут регулироваться как в ручном, так и в автоматическом режиме.
Для предотвращения движения жидкости через насосы(вращение вала в другую сторону) в обратную сторону на выходе с насосов до секущей задвижки(ручные или с электроприводом) установлены обратные клапана КОП. В случае отклонения параметров работы насосов от режимных происходит автоматическое отключение насосов, срабатывает сигнализация, и электроприводные задвижки закрываются.
Электродвигатели насосов также снабжены датчиками температуры подшипников.
Запуск насосов после аварийной остановки производится только после снятия блокировки на щите КИПиА.
С выкидной линии насосов нефть через фильтры поступает на узел учёта нефти УУН или СИКНС (система измерения качества и количества сырой нефти). Для учёта откачиваемой жидкости узел учёта нефти оборудуется счетчиками «НОРД» или «ТОР». Датчики показаний которых выведены на пульт оператора. После узла учёта нефть по напорному нефтепроводу поступает на УПН (установку подготовки нефти), далее на ПСН (пункт сдачи нефти) или НПЗ (нефтеперерабатывающий завод).